# Zürichi főpályaudvar
A Zürichi főpályaudvar (németül Zürich Hauptbahnhof, vagy röviden Zürich HB) Svájc legnagyobb vasúti fejpályaudvara Zürich központjában. A pályaudvar teljes mértékben multimodális közlekedési csomópont, hiszen a zürichi városi közlekedés minden formájára az átszállási lehetőség a pályaudvar közvetlen közelében biztosított.
A pályaudvar a napi forgalmát tekintve a legnagyobb Európában. Központi elhelyezkedése miatt mind a belföldi, mind a nemzetközi vonatok áthaladnak itt. Hasonlóan néhány modern európai nagyvárosi pályaudvarhoz, kettő szintje van: a felső szint főleg a nemzetközi és belföldi vonatokat szolgálja ki, míg az alsó szint S-Bahn szerelvényeket fogad. A pályaudvar naponta akár összesen több mint 2900 szerelvényt indít. Több vasúttársaság, köztük a Svájci Szövetségi Vasutak vonalai kapcsolódnak itt egymáshoz, egy részük Svájc legrégebbi vasútvonalai közé tartozik.

## Története
A pályaudvar a Spanisch-Brötli-Bahn végállomásaként 1847. augusztus 9-én nyílt meg Bahnhof Zürich néven. Ezt a nevet 1893-ig viselte, amikor Zürich környező településeinek a városhoz csatolásával egyidőben átnevezték a mai nevére. Az elmúlt 160 évben a szerves fejlődés, és az időről időre fellépő helyhiány új és új vágányrendszerek kiépítését követelte. Ezt tükrözi a mára kialakult vágányszámozási rendszer is. A pályaudvart összesen 100 km-nél is hosszabb vágányhálózata, 799 darab kitérője, bonyolult jelzőrendszere és igen jelentős forgalma alapján méltán sorolhatjuk a világ legjelentősebb pályaudvarai közé.
Napjaink legnagyobb jelentőségű fejlesztése egy új vasúti alagút építése, aminek elkészültével a korábbi fejpályaudvar átmenő pályaudvarrá alakult. Így a legtöbb vonatnál elmarad az irányváltás, így csökken a menetidő.

## Forgalom

### Nemzetközi járatok
- Nightjet Zürich – Bázel – Hamburg / Berlin
- EC Zürich – Zug – Arth-Goldau – Bellinzona – Lugano – Milánó
- EC Zürich – Bázel – Freiburg im Breisgau – Mainz – Köln – Dortmund – Bréma – Hamburg
- EC Zürich – Sargans – Innsbruck – Graz
- EC Zürich – Winterthur – St. Gallen – Bregenz – Lindau – München
- EN Zürich – Sargans – Innsbruck – Graz / – Zágráb – Belgrád
- EN Zürich – Sargans – Innsbruck – Linz – Bécs – Budapest / Prága
- ICE Zürich – Bázel – Freiburg im Breisgau – Frankfurt am Main – Hannover – Hamburg (– Kiel)
- IC Zürich – Schaffhausen – Stuttgart
- TGV (Chur –) Zürich – Bázel – Dijon – Párizs
- RJ Zürich – Innsbruck – Salzburg – Bécs – Budapest
- RJ Zürich – Innsbruck – Salzburg – Bécs – Pozsony

### S-Bahn
| S 2Zürich Flughafen – Zürich HB – Pfäffikon SZ – Ziegelbrücke (– Unterterzen) S 3Aarau – Lenzburg – Dietikon – Zürich HB – Stadelhofen – Effretikon – Wetzikon S 4Zürich HB – Adliswil – Langnau-Gattikon (– Sihlwald) S 5Zug – Affoltern a.A. – Zürich HB – Uster – Pfäffikon SZ S 6Baden – Regensdorf-Watt – Zürich HB – Uetikon S 7Winterthur – Zürich HB – Stadelhofen – Meilen – Rapperswil S 8(Weinfelden –) Winterthur – Wallisellen – Zürich HB – Thalwil – Pfäffikon SZ S 9(Schaffhausen –) Rafz – Zürich HB – Stettbach – Uster S 10Zürich HB – Triemli – Uitikon Waldegg – Uetliberg S 12Brugg – Altstetten – Zürich HB – Stadelhofen – Winterthur – Seuzach/Seen S 13Wädenswil – Einsiedeln S 14Affoltern a.A. – Altstetten – Zürich HB – Oerlikon – Hinwil S 15Rapperswil – Uster – Zürich HB – Oberglatt – Niederweningen S 16Zürich Flughafen – Zürich HB – Herrliberg-Feldmeilen (– Meilen) S 21Regensdorf-Watt – Oerlikon – Zürich HB S 24(Thayngen –) Schaffhausen – Winterthur – Zürich Flughafen – Zürich HB – Thalwil – Horgen Oberdorf – Zug |